# Tray Boyd III
Tray Boyd III (Memphis, Tennessee, 8 de diciembre de 1998) es un baloncestista estadounidense que pertenece a la plantilla del Yokohama Excellence de la B3 League, la tercera división japonesa. Con 1,93 metros de estatura, juega en la posición de escolta.

## Trayectoria deportiva

### Universidad
Jugó una temporada en la Union University de Tennessee, de la división III de la NCAA, y al año siguiente jugó en el Northwest Florida State College de la División II, donde fue clasificado como el 35.º mejor jugador universitario junior del país después de promediar 14,8 puntos por partido.
Jugó posteriormente dos temporadas con los Buccaneers de la Universidad Estatal de Tennessee Occidental, en las que promedió 12,9 puntos, 2,1 rebotes y 2,1 asistencias por partido. En su última temporada fue incuido en el mejor quinteto de la Southern Conference por la prensa especializada y en el segundo por los entrenadores.

#### Estadísticas
| Año     | Equipo               | PJ | PT | MPP  | %TC  | %3P  | %TL  | RPP | APP | ROB | TPP | PPP  |
| ------- | -------------------- | -- | -- | ---- | ---- | ---- | ---- | --- | --- | --- | --- | ---- |
| 2018–19 | East Tennessee State | 34 | 8  | 22.7 | .429 | .368 | .667 | 1.9 | 1.9 | .8  | .4  | 12.2 |
| 2019–20 | East Tennessee State | 34 | 12 | 26.0 | .420 | .377 | .896 | 2.4 | 2.2 | 1.5 | .2  | 13.6 |
| Total   | Total                | 68 | 20 | 24.3 | .425 | .372 | .830 | 2.1 | 2.1 | 1.1 | .3  | 12.9 |

### Profesional
Tras no ser elegido en el Draft de la NBA de 2020, no inició su carrara profesional hasta febrero de 2022, cuando fichó por el equipo finés del Kouvot Kouvola, donde en su primer partido anotó 33 puntos. Acabó la temporada promediando 22,1 puntos, 4,4 rebotes y 3,6 asistencias por partido.
En junio de 2022 fichó por los Otago Nuggets de la NBL neozelandesa, pero solo disputó dos partidos, promediando 19,5 puntos y 6,0 rebotes.
El 10 de julio de 2022 regresó a Europa para fichar por el Vichy-Clermont de la Pro B, la segunda división francesa.